# Anthaxia turcica
Anthaxia turcica es una especie de escarabajo del género Anthaxia, familia Buprestidae. Fue descrita científicamente por Svoboda en 1994.

## Distribución
Habita en el Neártico, Neotrópico, región indomalaya, Paleártico y región afrotropical.